# Bentinckia condapanna
Bentinckia condapanna Tamil:வரை கமுகு) es una especie de planta perteneciente a la familia Arecaceae. Es un endemismo de la India. Está considerada en peligro de extinción por la pérdida de hábitat. Esta palmera se encuentra preferentemente en los bosques perennifolios de los Ghats occidentales en la India.

## Descripción

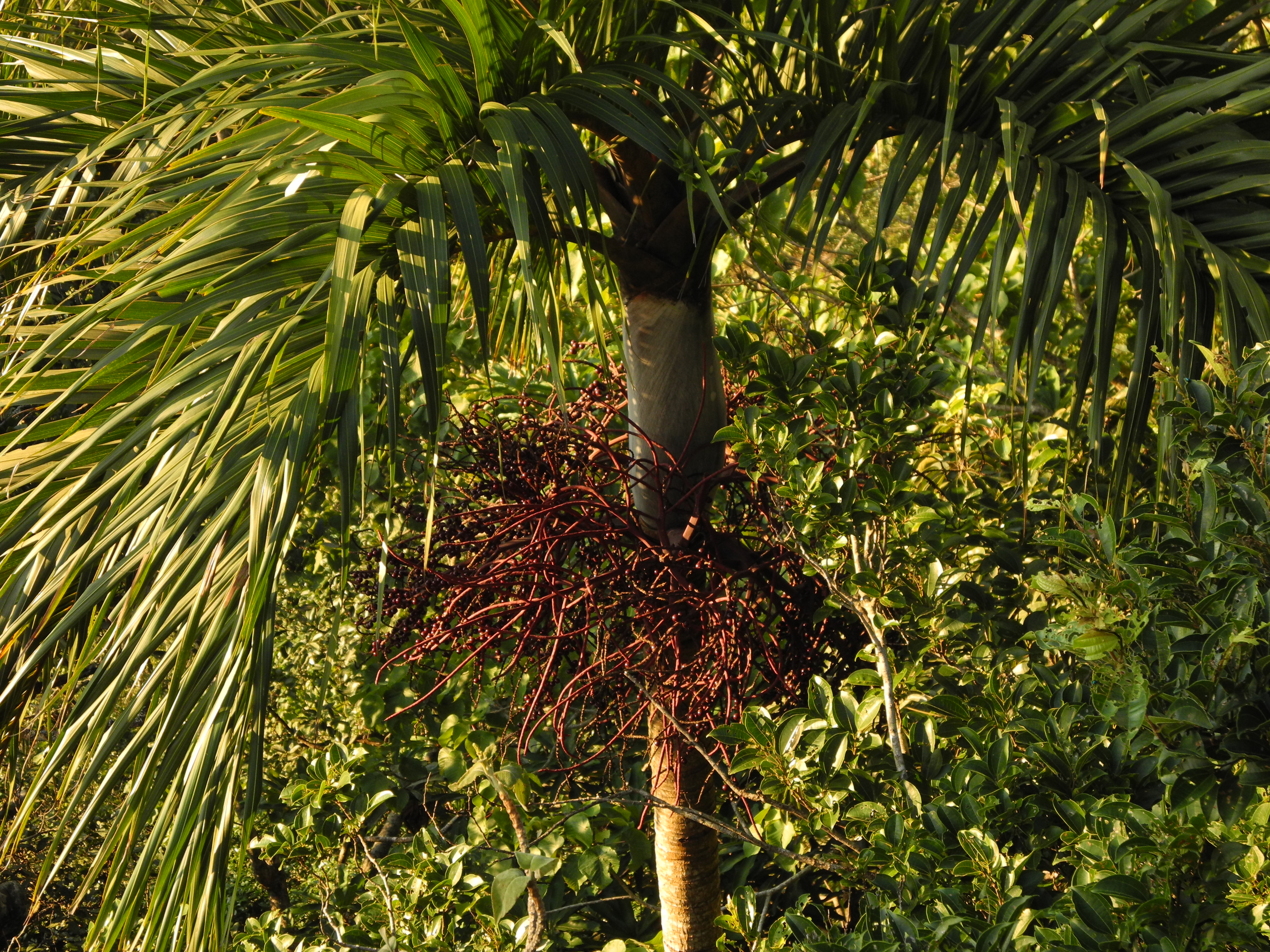
Bentinckia condapanna con frutos

Es un árbol monoico que crece generalmente en las laderas rocosas escarpadas y acantilados en los bosques de los Ghats occidentales del sur. Es endémica de esta región. Principalmente se encuentra a una altitud de 1000-1800 metros. Esta palma alcanza un tamaño de hasta 10 m de altura con la circunferencia de unos 15 cm. Flores y frutos secos se pueden ver durante todo el año. A pesar de que está restringido a ciertas regiones aisladas, es común en algunos lugares dentro de su rango de distribución. Su palmito es utilizado en la alimentación por los indígenas locales.

## Taxonomía
Bentinckia condapanna fue descrita por Berry ex Roxb. y publicado en Flora indica; or, descriptions of Indian Plants 3: 621. 1832.
Etimología
Bentinckia: nombre genérico otorgado en honor de Lord William Henry Cavendish Bentinck (1774–1839), Gobernador General de la India 1828–1835.
condapanna: epíteto